# Гимнокладус двудомный
Гимнокла́дус двудо́мный, или бунду́к кана́дский, или кентукки́йское кофе́йное де́рево (лат. Gymnocládus dióicus) — дерево; вид рода Гимнокладус семейства Бобовые.

## Распространение и экология
Встречается на территории США и Канады от Техаса и Луизианы до Онтарио и Южной Дакоты, в низинах, речных поймах и на нижних влажных ярусах Аппалач.
Культивируется на территории Евразии.

## Ботаническое описание

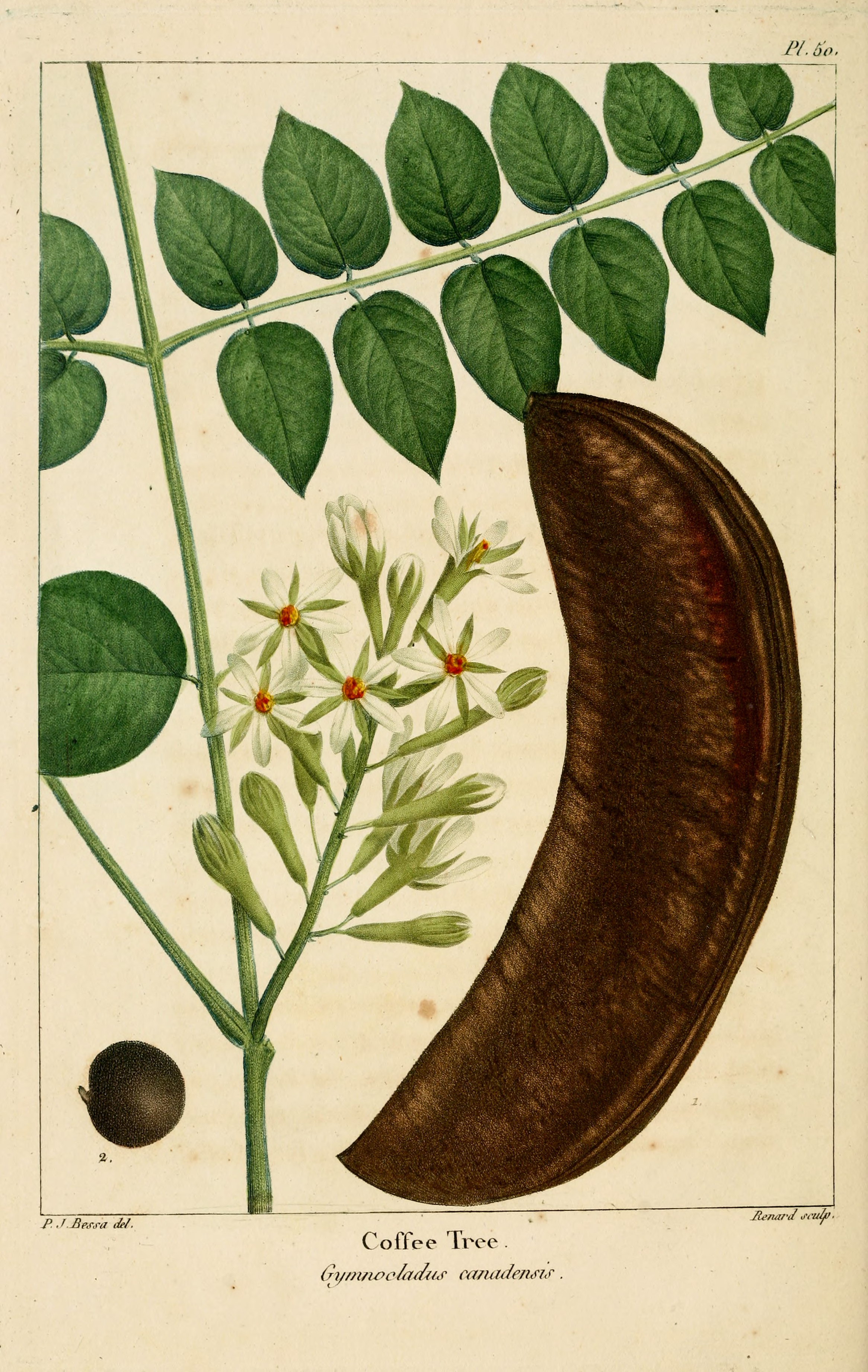
Ботаническая иллюстрация из книги Франсуа Мишо The North American sylva, 1819

### Морфология

#### Вегетативная система
Листопадное широколиственное дерево. 
Высота дерева варьируется от 18 до 21 метра с размахом кроны 12–15 м и стволом до одного метра в диаметре. 
Корни волокнистые. Не часто предлагается в питомниках, поскольку из-за стержневого корня его трудно пересаживать. Корни, относящиеся к семейству бобовых, фиксируют азот в почве.
Зимние почки маленькие, вдавленные в опушенные пазухи стебля, по две в пазухе каждого листа, меньшие стерильны. Чешуи почек две, яйцевидные, покрытые коричневым налётом и растущие вместе с побегом, перед опаданием становятся оранжево-зелёными, волосистыми и длиной около одного дюйма.
Листья попеременные, дваждыперистосложные, от десяти до четырнадцати перистых, самые нижние перистые листья сведены к листочкам, остальные от семи до тринадцати листочков. Длина от одного до трех футов, ширина от восемнадцати до двадцати четырех дюймов, за счёт большего развития верхних пар щитков. Стебли листьев и стебли шиловидных листьев теретичные, расширенные у основания, гладкие в зрелом возрасте, бледно-зеленые, часто пурпурные с верхней стороны. Листочки яйцевидные, от двух до двух с половиной дюймов длиной, клиновидные или неправильно закругленные у основания, с волнистым краем, острой вершиной. Из бутона они выходят ярко-розовыми, но вскоре становятся бронзово-зелеными, гладкими и блестящими. В зрелом возрасте они темно-желто-зеленые сверху, бледно-зеленые снизу. Осенью становятся ярко-жёлтыми. Дерево сбрасывает листья рано осенью и выглядит голым до 6 месяцев. Голый вид дерева отражается в греческом названии рода, которое означает с др.-греч. — «голая ветвь». Разрастающиеся листья заметны благодаря разнообразной окраске листочков; самые молодые — ярко-розовые, а более старые — от зелёного до бронзового цвета.
Стебли листовидные, ланцетные, пильчатые, листопадные.
Ветви крепкие, колючие и тупые. Из-за отсутствия мелких веток и более позднего листопада французы в Канаде назвали его Chicot с фр. — «корявый». Зимние веточки очень крепкие, тёмно-красновато-коричневого до зелёно-коричневого цвета; сердцевина очень толстая, от лососёво-розового до коричневого цвета. Терминальная почка отсутствует, а боковые почки маленькие, бронзового цвета и кажутся частично утопленными под корой ветки. Листовые рубцы очень крупные, сердцевидные с 3-5 заметными пучковыми рубцами
Кора пепельно-серая и чешуйчатая, шелушится так же, как у черёмухи американской, но сильнее. Поверхность чешуйчатая, часто с заметными узкими гребнями. Ветви сначала покрыты коротким красноватым пухом.
Древесина светло-коричневая; тяжелая, прочная, крупнозернистая; прочная в контакте с землей, принимает тонкую полировку. Удельный вес — 0,6934; вес кубаметра 19,60 кг.

#### Репродуктивная система
Цветки двуполые (мужские и женские цветки на отдельных растениях). Женские цветки длиной от 8 до 12 дюймов, зеленовато-белого цвета, появляются в начале лета и очень ароматные. Мужские цветки примерно в два раза меньше женских.
Тычиночные цветки в короткой кисти длиной 75–100 мм, пестичные цветки в корзинке длиной 250–300 мм. Чашечка трубчатая, волосистая, десятиреберная, пятилопастная; в бутоне доли лопастные, острые, почти равные. Венчик из пяти лепестков, продолговатые, волосистые, раскидистые или рефлексированные, в бутоне сросшиеся. Тычинок десять, пять длинных и пять коротких, свободные; нити нитевидные; пыльники оранжевого цвета; в пестичном цветке маленькие и стерильные. Пестик: завязь верхняя, сидячая, волосистая, суженная в короткое рыльце, с двумя рыльцевыми лопастями; семязачатки в два ряда.
Плод — боб в твёрдой оболочке, тяжелый, деревянистый, толстостенный, заполненный сладкой, густой, липкой мякотью. Длина боба колеблется от 13 до 25 см; неоплодотворенные женские цветки могут приносить миниатюрные бобы без семян. Бобы содержат токсин цитизин.

### Жизненный цикл
Бундук двудомный — умеренно быстрорастущее дерево. Он растет со средней скоростью, увеличивая высоту от 12 до 24 дюймов в год. 10-летний саженец достигает высоты около 4 метров. Обычно на высоте 3–4,5 метра  от земли он разделяется на три или четыре ствола, которые слегка расходятся и образуют узкую пирамидальную крону; или, когда его теснят другие деревья, посылает вверх один высокий центральный безветвистый ствол высотой 15–21 м. Обычно это дерево довольно недолговечно, здоровые деревья живут от 100 до 150 лет.

## Значение и применение
В Америке бундук называют кофейным деревом, так как в прошлом его жареные семена использовались как дешевый суррогат кофе.
Благодаря дважды перистым крупным листьям, придающим красивый вид растениям, используется как декоративное растение. Мужские деревья часто выращивают в парках и вдоль городских улиц в декоративных целях.
Гимнокладус двудомный использовался в индейской народной медицине. Применяется в гомеопатии.

## Части растения

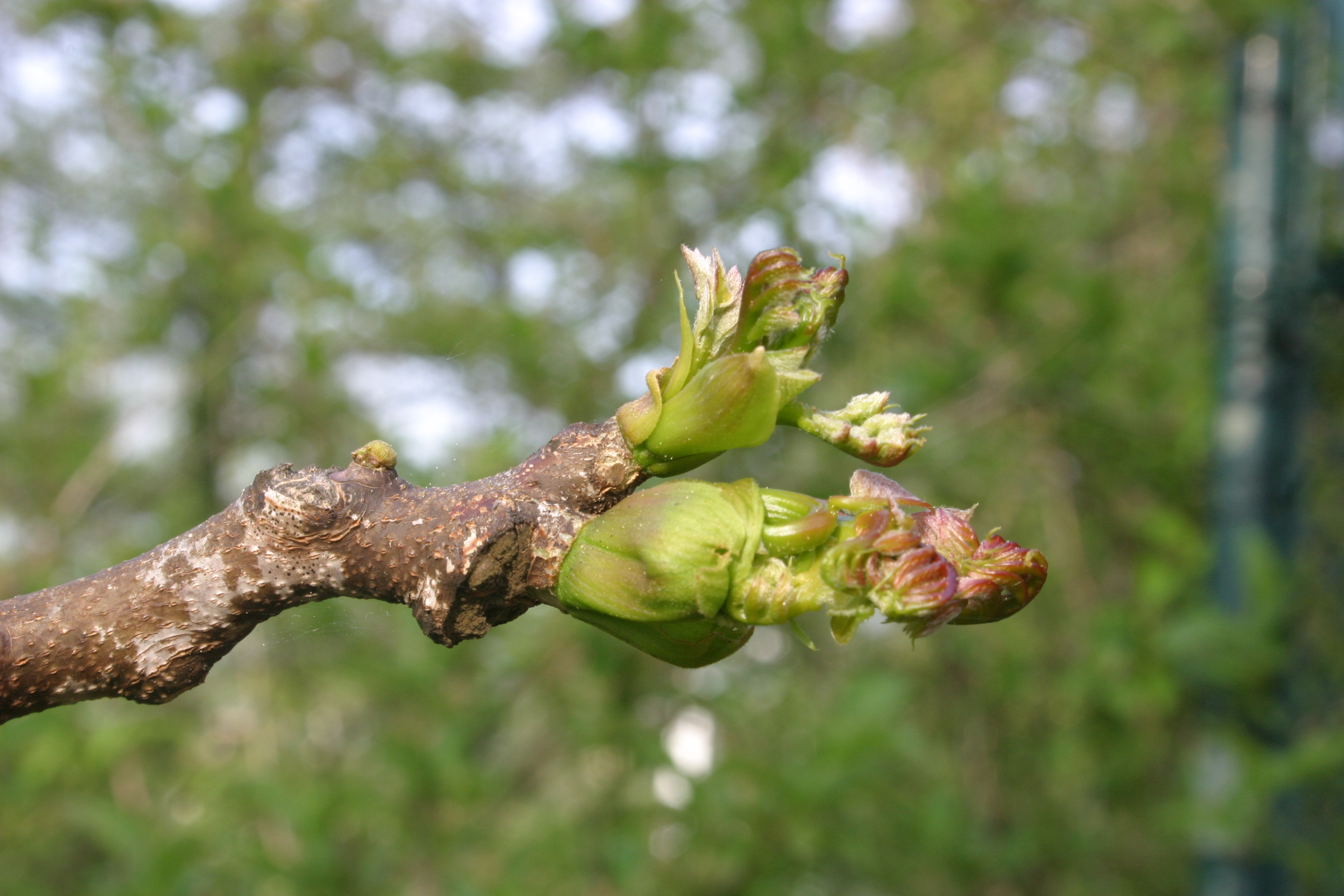
Почки
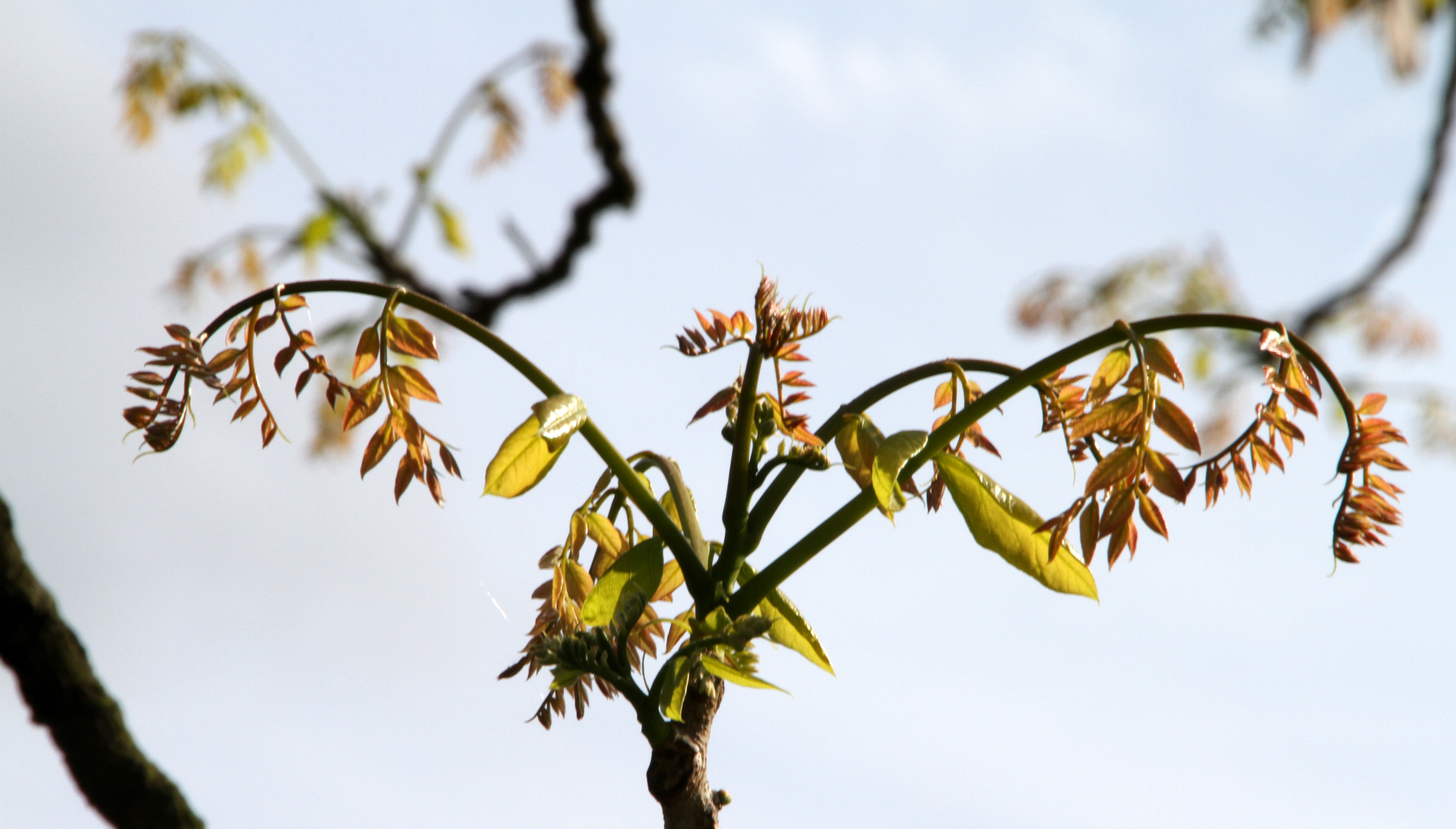
Молодые ветви
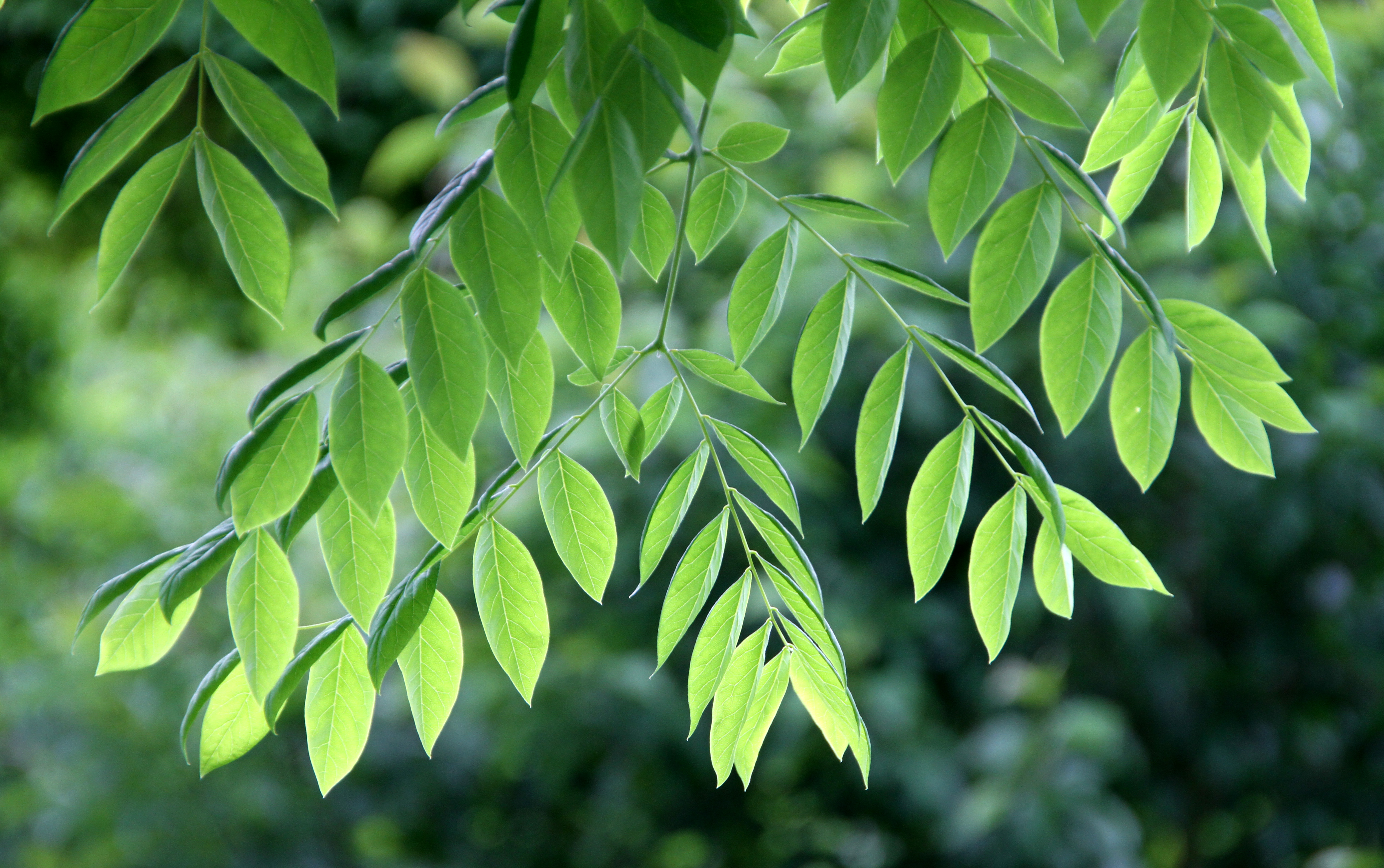
Листья
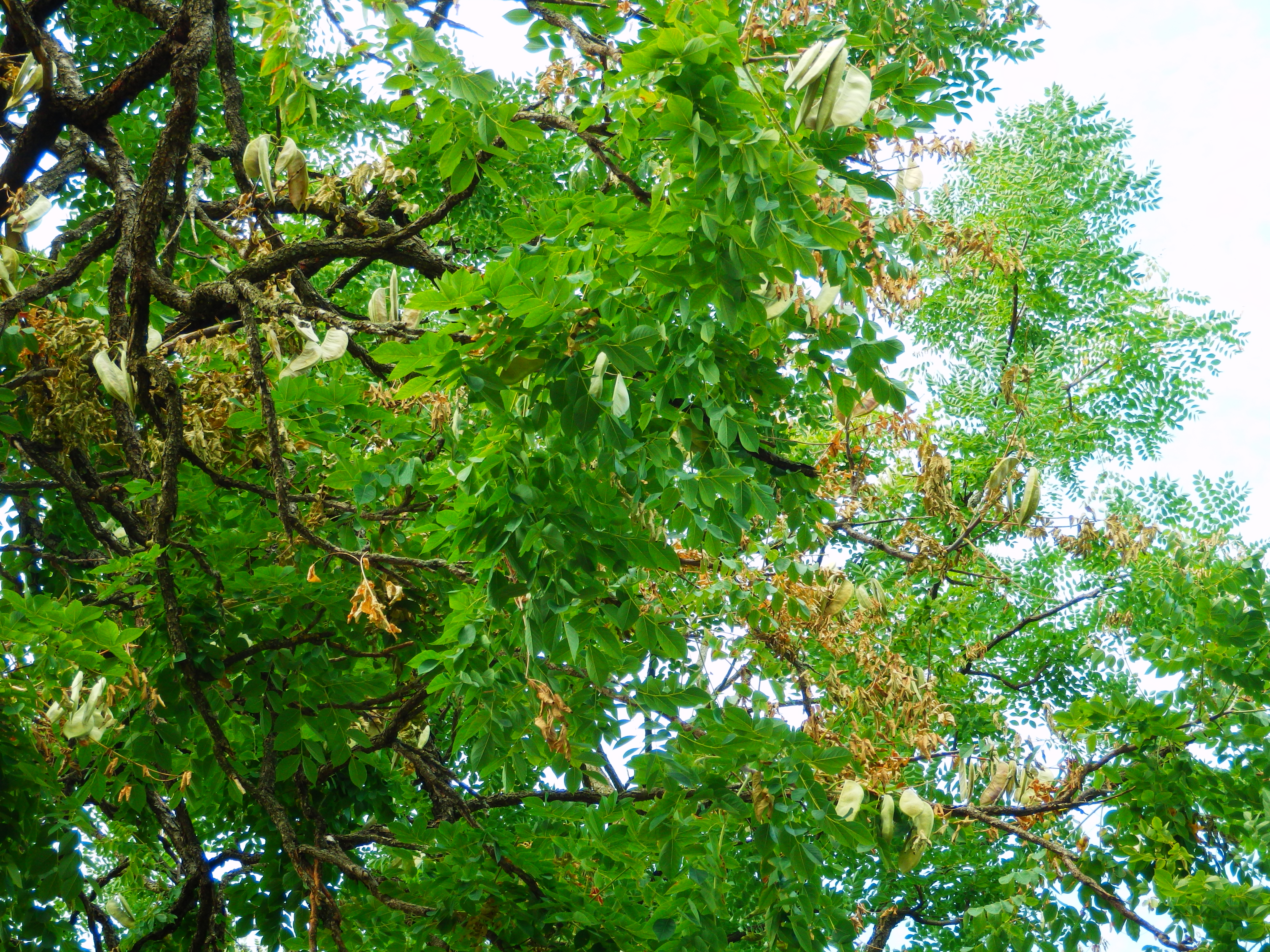
Плоды
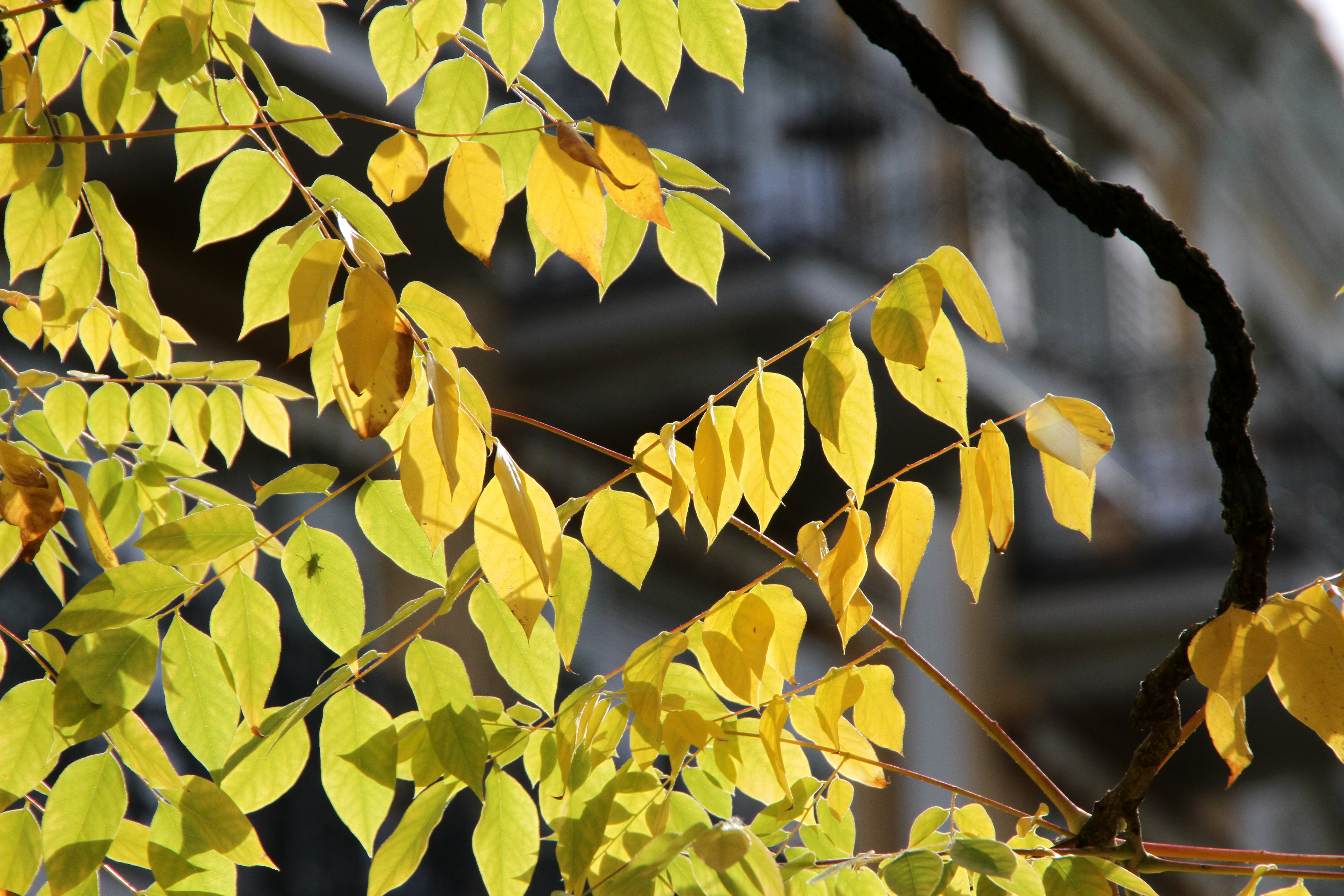
Листья осенью
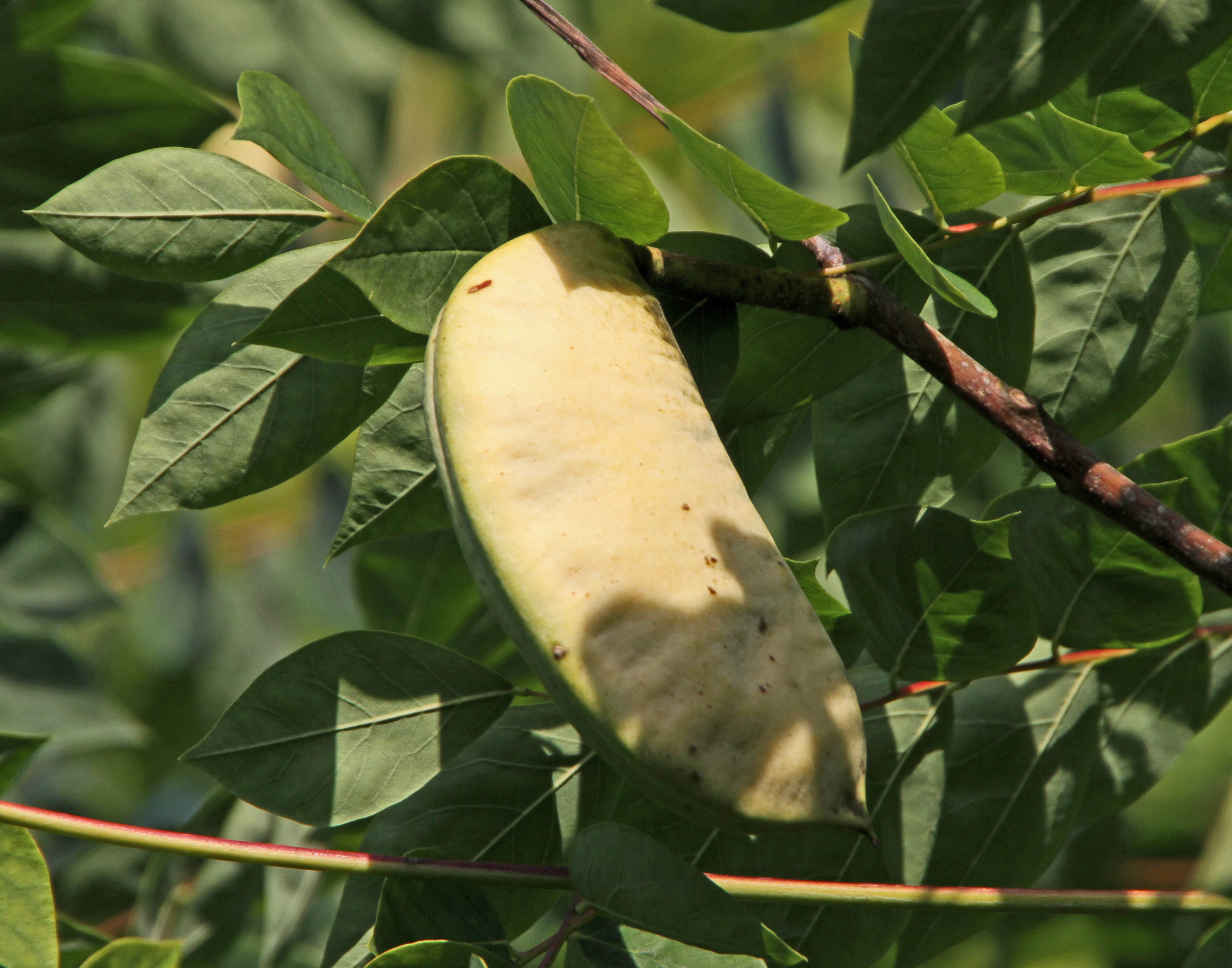
Плоды